# كاتلين دي ليون جونز
كاتلين دي ليون جونز (بالإنجليزية: Kathleen de Leon Jones)‏ هي مغنية أسترالية، ولدت في 1 سبتمبر 1977 في مانيلا في الفلبين.

## وصلات خارجية
- كاتلين دي ليون جونز على موقع IMDb (الإنجليزية)
- كاتلين دي ليون جونز على موقع ديسكوغز (الإنجليزية)
- كاتلين دي ليون جونز على موقع قاعدة بيانات الفيلم (الإنجليزية)